# Charaxes mafuga
Charaxes mafuga är en fjärilsart som beskrevs av Van Someren 1969. Charaxes mafuga ingår i släktet Charaxes och familjen praktfjärilar. Inga underarter finns listade i Catalogue of Life.